# プライムステージ
プライムステージ（Prime Stage、1992年3月25日 - 不明）は日本の競走馬、繁殖牝馬。主な勝ち鞍は1994年の札幌3歳ステークス、フェアリーステークス。関西馬（栗東トレセン所属馬）であるが、全競走で美浦トレセン所属の岡部幸雄が騎乗した。
半兄に、1994年の日経賞などを制したステージチャンプがいる。

## 経歴

### 競走馬時代
1994年、サンデーサイレンスの初年度産駒として札幌デビュー戦をレコードで快勝。続く札幌3歳ステークスを制し、同産駒のJRA重賞初勝利を記録する。この後「気性面で幼く、行きたがるところがあるから」（1994年12月21日調教コメント）との理由で、阪神3歳牝馬ステークスには向かわずフェアリーステークスに出走。直線中位から抜け出し重賞2連勝、春のクラシック有力馬の一頭に挙げられる。
明け4歳、初戦クイーンカップ2着を経てチューリップ賞に出走。前走で課題の距離延長をクリアし1番人気となったが、道中掛かり気味に先頭に立ってしまい3着。本番の桜花賞では、当日から降りしきる雨のため馬場が渋化し、キレ脚も鈍ったためか、中位からの追撃も僅差で届かず3着に敗れる。
迎えた優駿牝馬（オークス）、「この気性で2400mはどうか」と関係者がコメントする中、パドックからイレ込み出し、本馬場入場直後には騎乗する岡部を振り落とさんばかりに激しく暴れ出す。更に返し馬を経て発走ゲート前に集合するまでそのイラつきは収まらず、目隠しをつけての枠入りとなった。レースも5着に敗れ、母ダイナアクトレス（3着）の無念を晴らすことはできずに終わる。
秋はローズステークスから始動、2着と幸先の良いスタートを切る。次走エリザベス女王杯ではオークス優勝馬ダンスパートナー不在で混戦ムードの中、押し出されるように1番人気の支持を受ける。しかしレースはオークス同様、中位から直線好位置につけるも手ごたえは無く10着と惨敗、牝馬三冠は無冠に終わる。
この後、オープン特別を1走したのち休養に入る。古馬となってからは目立つ成績は残せず、1997年4月繁殖期を目前にし現役引退となった。

### 引退後
引退後は故郷社台ファームにて繁殖牝馬として繋養された。6番仔のアブソリュートが2009年の東京新聞杯を制し、産駒の重賞初制覇を果たしている。
2014年12月23日付で用途変更となる。それ以降の動向は不明。

## 競走成績
| 年月日 | 年月日 | 年月日 | 競馬場 | 競走名           | 格   | 頭数 | オッズ （人気） | オッズ （人気） | 着順 | 騎手     | 斤量 [kg] | 距離（馬場）  | タイム （上り3F） | タイム 差 | 勝ち馬/（2着馬）       |
| ------ | ------ | ------ | ------ | ---------------- | ---- | ---- | --------------- | --------------- | ---- | -------- | --------- | ------------- | ----------------- | --------- | ---------------------- |
| 1994   | 07.    | 09     | 札幌   | 3歳新馬          |      | 7    | 02.4            | （2人）         | 01着 | 岡部幸雄 | 53        | 芝1000m（良） | 0:58.0 (33.9)     | -0.1      | （ヤマニンアリーナ）   |
|        | 07.    | 31     | 札幌   | 札幌3歳S         | GIII | 13   | 01.8            | （1人）         | 01着 | 岡部幸雄 | 53        | 芝1200m（良） | 1:10.2 (35.8)     | -0.3      | （キタサンサイレンス） |
|        | 12.    | 24     | 中山   | フェアリーS      | GIII | 13   | 03.4            | （2人）         | 01着 | 岡部幸雄 | 53        | 芝1200m（良） | 1:09.2 (35.4)     | -0.1      | （エイシンバーリン）   |
| 1995   | 01.    | 29     | 東京   | クイーンカップ   | GIII | 9    | 02.3            | （2人）         | 02着 | 岡部幸雄 | 55        | 芝1600m（良） | 1:35.6 (35.3)     | -0.1      | エイシンバーリン       |
|        | 03.    | 11     | 京都   | チューリップ賞   | GIII | 11   | 01.7            | （1人）         | 03着 | 岡部幸雄 | 54        | 芝1600m（良） | 1:35.2 (36.5)     | -0.5      | ユウキビバーチェ       |
|        | 04.    | 09     | 京都   | 桜花賞           | GI   | 18   | 05.8            | （2人）         | 03着 | 岡部幸雄 | 55        | 芝1600m（稍） | 1:34.4 (35.6)     | -0.0      | ワンダーパヒューム     |
|        | 05.    | 21     | 東京   | 優駿牝馬         | GI   | 18   | 09.7            | （4人）         | 05着 | 岡部幸雄 | 55        | 芝2400m（良） | 2:27.7 (36.8)     | -1.0      | ダンスパートナー       |
|        | 10.    | 22     | 京都   | ローズS          | GII  | 16   | 05.0            | （2人）         | 02着 | 岡部幸雄 | 55        | 芝2000m（良） | 2:01.5 (34.7)     | -0.3      | サイレントハピネス     |
|        | 11.    | 12     | 京都   | エリザベス女王杯 | GI   | 18   | 04.9            | （1人）         | 10着 | 岡部幸雄 | 56        | 芝2400m（良） | 2:28.1 (35.5)     | -0.9      | サクラキャンドル       |
|        | 12.    | 23     | 中山   | クリスマスS      | OP   | 16   | 03.1            | （2人）         | 02着 | 岡部幸雄 | 54        | 芝1600m（良） | 1:34.2 (36.6)     | -0.3      | シンコウキング         |
| 1996   | 06.    | 01     | 東京   | エプソムカップ   | GIII | 14   | 11.5            | （5人）         | 04着 | 岡部幸雄 | 55        | 芝1800m（良） | 1:46.4 (35.6)     | -0.7      | マーベラスサンデー     |
| 1997   | 03.    | 16     | 中山   | 東風S            | OP   | 15   | 08.6            | （3人）         | 10着 | 岡部幸雄 | 55        | 芝1600m（稍） | 1:36.9 (37.9)     | -1.1      | グロリーシャルマン     |

## 繁殖成績
|        | 生年 | 馬名               | 性 | 毛色   | 父親                 | 戦績                                   |
| ------ | ---- | ------------------ | -- | ------ | -------------------- | -------------------------------------- |
| 初仔   | 1998 | プラチナキャスト   | 牝 | 栗毛   | ティンバーカントリー | 2戦0勝（引退・繁殖）                   |
| 2番仔  | 1999 | ヴァクストゥーム   | 騸 | 鹿毛   | エリシオ             | 21戦2勝（うち地方1戦0勝・引退）        |
| 3番仔  | 2000 | アマビリータ       | 牝 | 鹿毛   | ダンシングブレーヴ   | 22戦2勝（うち地方11戦5勝・引退）       |
| 4番仔  | 2002 | プライムアクトレス | 牝 | 鹿毛   | エルコンドルパサー   | 20戦3勝（引退・繁殖）                  |
| 5番仔  | 2003 | エアスービック     | 牡 | 鹿毛   | フサイチコンコルド   | 13戦1勝（引退）                        |
| 6番仔  | 2004 | アブソリュート     | 騸 | 黒鹿毛 | タニノギムレット     | 28戦7勝（引退）                        |
| 7番仔  | 2005 | エフティアクトレス | 牝 | 黒鹿毛 | ファルブラヴ         | 18戦2勝（引退・繁殖）                  |
| 8番仔  | 2009 | ステージナーヴ     | 騸 | 黒鹿毛 | ファルブラヴ         | 98戦10勝（うち地方78戦9勝、引退）      |
| 9番仔  | 2011 | ギンマクノヒロイン | 牝 | 栗毛   | グラスワンダー       | 45戦3勝（うち地方42戦3勝、引退・繁殖） |
| 10番仔 | 2013 | サトノバレット     | 騸 | 鹿毛   | ワークフォース       | 4戦0勝（引退）                         |
| 11番仔 | 2014 | ショータイム       | 牝 | 鹿毛   | ワークフォース       | 7戦1勝（うち地方4戦1勝、引退）         |

## 血統表
| プライムステージの血統                                     | プライムステージの血統                                  | プライムステージの血統                 | （血統表の出典）                       | （血統表の出典） |
| 父系                                                       | サンデーサイレンス系                                    | サンデーサイレンス系                   | サンデーサイレンス系                   |                  |
| 父 *サンデーサイレンス Sunday Silence 1986 青鹿毛 アメリカ | 父の父Halo 1969 黒鹿毛 アメリカ                         | Hail To Reason                         | Turn-to                                | Turn-to          |
| 父 *サンデーサイレンス Sunday Silence 1986 青鹿毛 アメリカ | 父の父Halo 1969 黒鹿毛 アメリカ                         | Hail To Reason                         | Nothirdchance                          |                  |
| 父 *サンデーサイレンス Sunday Silence 1986 青鹿毛 アメリカ | 父の父Halo 1969 黒鹿毛 アメリカ                         | Cosmah                                 | Cosmic Bomb                            | Cosmic Bomb      |
| 父 *サンデーサイレンス Sunday Silence 1986 青鹿毛 アメリカ | 父の父Halo 1969 黒鹿毛 アメリカ                         | Cosmah                                 | Almahmoud                              |                  |
| 父 *サンデーサイレンス Sunday Silence 1986 青鹿毛 アメリカ | 父の母Wishing Well 1975 鹿毛 アメリカ                   | Understanding                          | Promised Land                          | Promised Land    |
| 父 *サンデーサイレンス Sunday Silence 1986 青鹿毛 アメリカ | 父の母Wishing Well 1975 鹿毛 アメリカ                   | Understanding                          | Pretty Ways                            |                  |
| 父 *サンデーサイレンス Sunday Silence 1986 青鹿毛 アメリカ | 父の母Wishing Well 1975 鹿毛 アメリカ                   | Mountain Flower                        | Montparnasse                           | Montparnasse     |
| 父 *サンデーサイレンス Sunday Silence 1986 青鹿毛 アメリカ | 父の母Wishing Well 1975 鹿毛 アメリカ                   | Mountain Flower                        | Edelweiss                              |                  |
| 母 ダイナアクトレス 1983 鹿毛 日本                         | 母の父*ノーザンテースト Northern Taste 1971 栗毛 カナダ | Northern Dancer                        | Nearctic                               | Nearctic         |
| 母 ダイナアクトレス 1983 鹿毛 日本                         | 母の父*ノーザンテースト Northern Taste 1971 栗毛 カナダ | Northern Dancer                        | Natalma                                |                  |
| 母 ダイナアクトレス 1983 鹿毛 日本                         | 母の父*ノーザンテースト Northern Taste 1971 栗毛 カナダ | Lady Victoria                          | Victoria Park                          | Victoria Park    |
| 母 ダイナアクトレス 1983 鹿毛 日本                         | 母の父*ノーザンテースト Northern Taste 1971 栗毛 カナダ | Lady Victoria                          | Lady Angela                            |                  |
| 母 ダイナアクトレス 1983 鹿毛 日本                         | 母の母モデルスポート 1975 黒鹿毛 日本                   | *モデルフール Model Fool               | Tom Fool                               | Tom Fool         |
| 母 ダイナアクトレス 1983 鹿毛 日本                         | 母の母モデルスポート 1975 黒鹿毛 日本                   | *モデルフール Model Fool               | Model Joy                              |                  |
| 母 ダイナアクトレス 1983 鹿毛 日本                         | 母の母モデルスポート 1975 黒鹿毛 日本                   | *マジックゴディス Magic Goddess        | Red God                                | Red God          |
| 母 ダイナアクトレス 1983 鹿毛 日本                         | 母の母モデルスポート 1975 黒鹿毛 日本                   | *マジックゴディス Magic Goddess        | Like Magic                             |                  |
| 母系(F-No.)                                                | マジックゴディス系(FN:1-s)                              | マジックゴディス系(FN:1-s)             | マジックゴディス系(FN:1-s)             | [ § 2 ]          |
| 5代内の近親交配                                            | Almahmoud 4×5、Lady Angela 5･4（母内）                  | Almahmoud 4×5、Lady Angela 5･4（母内） | Almahmoud 4×5、Lady Angela 5･4（母内） | [ § 3 ]          |
| 出典                                                       | 1. 2. 3.                                                | 1. 2. 3.                               | 1. 2. 3.                               | 1. 2. 3.         |

半兄にステージチャンプ（父リアルシャダイ）がいるほか、甥に2008年のジャパンカップなどを制したスクリーンヒーロー、2006年の中山大障害などJ・GI2勝を挙げたマルカラスカル、2020年の阪急杯を制したベストアクターがいる。